# Самописець Гелла

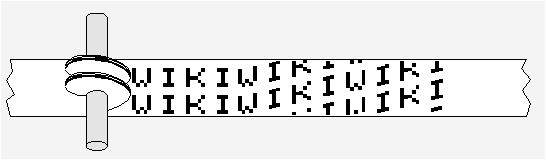
Приклад, з якого видно, що розсинхронізація змушує текст «плавати», але не впливає на його прочитність

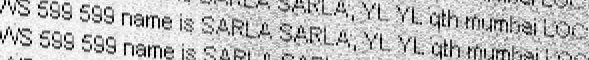
Невелика розсинхронізація компенсується роздруком кожного рядка двічі

Самопи́сець Ге́лла (нім. Hellschreiber, Feldhellschreiber, Typenbildfeldfernschreiber) — факсимільний телетайп; винахід Рудольфа Гелла, на честь якого названий. У порівнянні з сучасними телетайпами, заснованими на механізмах друкарських машинок, механічно складними і дорогими, апарат Гелля значно простіший, із набагато меншою кількістю рухливих деталей, а тому й надійніший. Здатний забезпечувати розбірливе передавання навіть по радіо або кабельним каналом дуже низької якості, де голос або дані будуть нерозбірливі.
Пристрій, уперше показаний наприкінці 1920-х років, почали використовувати від 1930-х років, переважно в пресі. Під час Другої світової війни його використовував Вермахт у поєднанні зі системою шифрування Енігма. В повоєнну епоху його активно використовували служби новин, це тривало аж до 1980-х років.

## Принцип роботи

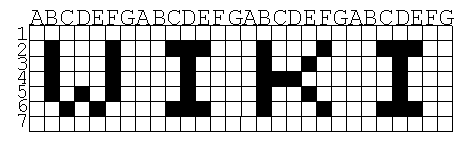
Зображення розбивається на матрицю 7×7 пікселів

Самописець Гелла надсилає рядок тексту як серію вертикальних стовпців. Кожен стовпець розбивається по вертикалі на рядок пікселів, зазвичай для подання символів використовують сітку 7 × 7 пікселів. Дані передаються приймачеві у вигляді серії сигналів «увімкнено-вимкнено» в різних форматах, залежно від способу передавання, але зазвичай зі швидкістю 112,5 бод.

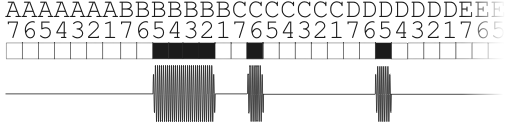
Чорні точки перетворюються на тоновий сигнал

На приймальному кінці роликом із постійною швидкістю подається паперова стрічка. Над роликом розташований обертовий циліндр із невеликими виступами у вигляді спіралі на поверхні. Отриманий сигнал посилюється та надходить на магнітний привід, який притискає циліндр до ролика, вибиваючи крапку на поверхні паперу. Самописець друкує кожен отриманий стовпець двічі, один під одним. Це зроблено, щоб компенсувати похибки синхронізації, які часто трапляються під час передавання і спричиняють нахил тексту. Отриманий текст виглядає як два однакові тексти, розташовані один під одним, або рядок тексту, розміщений посередині, з обрізаними рядками над і під ним. У будь-якому випадку завжди можна прочитати принаймні одну літеру.

## Використання радіоаматорами
Нині «Геллшрайбер» використовують радіоаматори для передавання факсів за допомогою комп'ютерів та звукових карт; такий режим називають Hellschreiber, Feld-Hell або просто Hell.
З'явилася низка варіантів, зокрема, завдяки зусиллям радіоаматорів у 1990-х роках. Наприклад:
- PSK Hell кодує яскравість пікселя не в амплітуді, а у фазі несної. А саме, в зміні фази (диференціальна фазова маніпуляція): незмінна фаза початку пікселя означає білий колір, а обернена фаза — чорний колір. Працює зі швидкістю 105 або 245 бод.
- FM Hell (або FSK Hell) використовує частотну модуляцію з ретельним контролем фази, по суті, з мінімальною маніпуляцією[en]. Найпоширеніший варіант — FSK Hell-105.
- Duplo Hell — двотональний режим, за якого надсилають дві колонки одночасно на різних частотах (980 Гц та 1225/1470 Гц).
- C/MT Hell або паралельний багатотональний Hell надсилає всі рядки одночасно, використовуючи тони на різних частотах. Передачу можна прочитати за допомогою дисплея БПФ або графіка «Водоспад»[en]. Це дозволяє використовувати більшу швидкість.
- S/MT Hell або послідовний багатотональний Hell схожий на C/MT, але надсилає лише один тональний сигнал (для одного рядка) за раз. В результаті отримані символи мають невеликий нахил, виглядають як похилий шрифт.

### Слоуфелд
Slowfeld — експериментальна програма вузькосмугового зв'язку з використанням принципу телетайпа Гелла, яка вимагає, щоб передавач та приймач використовували однакову швидкість сканування стовпців. Дані передаються з дуже низькою швидкістю та приймаються за допомогою процедури швидкого перетворення Фур'є, що забезпечує смугу пропускання у декілька герц. Швидкість передавання становить близько 3, 1,5 та 0,75 символу в секунду. Слоуфелд, нарівні з аналогічними режимами, такими як дуже повільний код Морзе QRSS може використовуватися, коли не працюють інші види зв'язку.